# شارلمانی ماسنا پرالته
شارلمانی ماسنا پرالته (انگلیسی: Charlemagne Péralte; ۱۰ اکتبر ۱۸۸۶ – ۱ نوامبر ۱۹۱۹) یک رهبر ملی‌گرا اهل هائیتی بود که مخالف اشغال هائیتی توسط ایالات متحده در سال ۱۹۱۵ بود. او در رهبری جنگجویان گروه چریکی با نام کاکو، چنان چالشی را برای نیروهای آمریکایی در هائیتی به وجود آورد که نیروهای اشغالگر مجبور شدند حضور خود را در آن کشور ارتقا دهند.
پرالته سرانجام توسط نیروهای آمریکایی، برای عبرت دیگران، به صلیب کشیده و کشته شد. او همچنان یک قهرمان قابل ستایش در هائیتی است.

## اوایل زندگی
پرالته در ۱۰ اکتبر ۱۸۸۶ در شهر هینشی به دنیا آمد. پدرش ژنرال رمی ماسنا پرالته بود. خواهر او همسر دوم رئیس‌جمهور هائیتی اورسته زامور بود.

## مقاومت چریکی
شارلمانی پرالته که یک افسر نظامی بود، در ژوئیه ۱۹۱۵، زمانی که تفنگداران دریایی ایالات متحده به هائیتی حمله کردند، فرمانده نظامی شهر لئوگان بود.
پرالته با امتناع ازاینکه بدون جنگ تسلیم نیروهای خارجی شود، از سمت خود استعفا داد و به شهر زادگاهش هینشی بازگشت و به رسیدگی به مزرعه خانوادگیش مشغول شد. در سال ۱۹۱۷، او برای ربودن پولی که برای پرداخت دستمزدها بود به ژاندارمری هینشی حمله کرد، اما حمله ناموفق بود و او دستگیر شد و متعاقبا به پنج سال کار اجباری محکوم شد. شارلمانی پرالته پس از فرار از اسارت، گروهی از شورشیان ناسیونالیست را جمع کرد و به جنگ چریکی علیه نیروهای آمریکایی پرداخت.
نیروهای تحت رهبری پرالته «کاکو» نامیده می‌شدند، نامی تاریخی که به سربازان روستایی که در آشفتگی سیاسی اواخر قرن نوزدهم هائیتی شرکت داشتند، بازمی‌گردد. جنگجویان چریکی کاکوها چنان هماوردهای قوی بودند که ایالات متحده نیروهای خود را در هائیتی ارتقا داد و حتی از هواپیما برای جنگ ضد چریکی استفاده کرد. نیروهای پرولته در سال ۱۹۱۹ به پورتو پرنس حمله کردند، اما عقب رانده شدند.

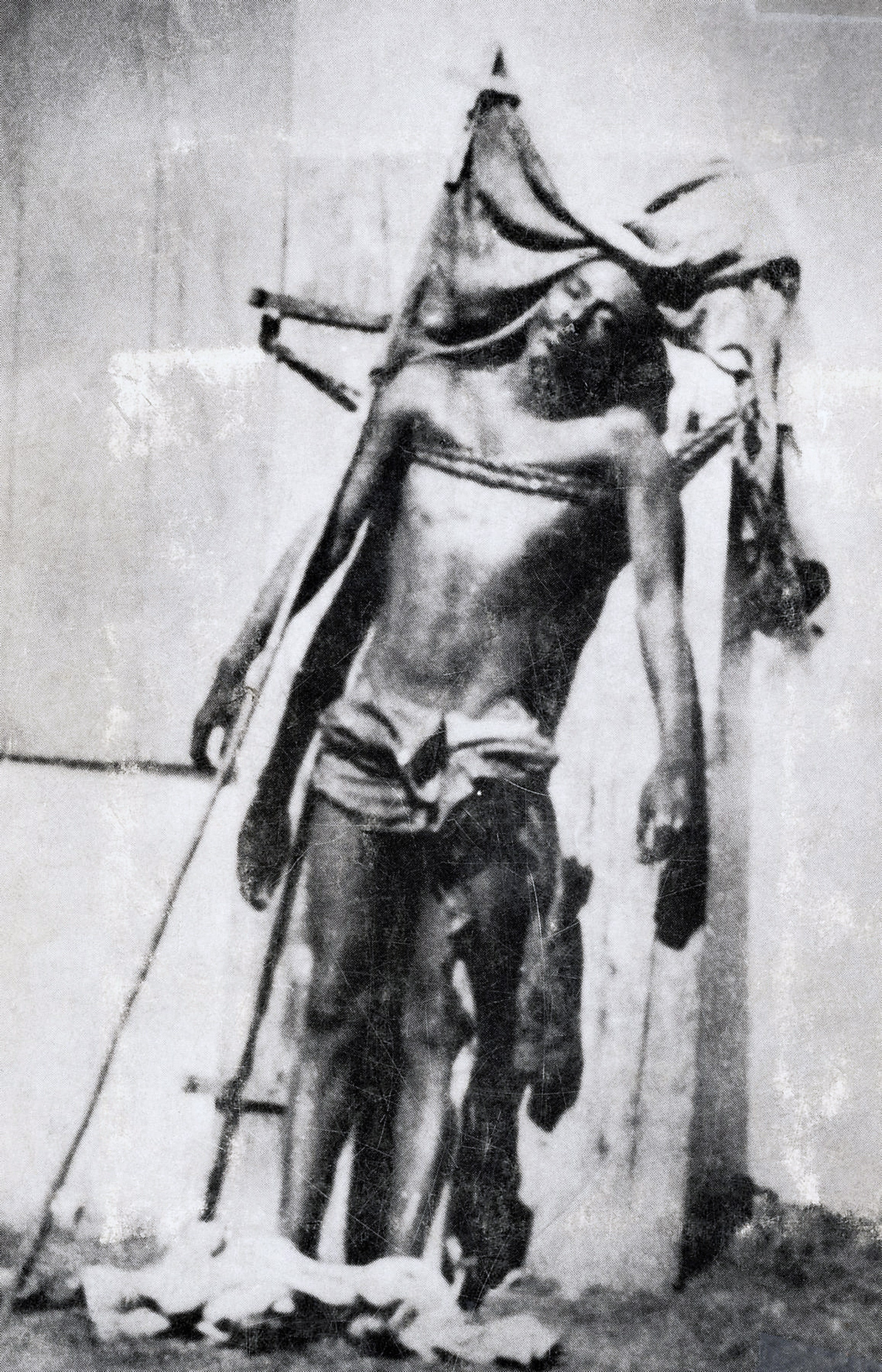
جسد شارلمانی پرالته

## پایان و درگذشت
شارلمانی پرالته پس از دو سال جنگ چریکی، که نهایتاً او در شمال هائیتی اعلام دولت موقت کرد، توسط یکی از افسران خود به نام ژان باپتیست کونزه، خیانت شد. کونزه افسران آمریکایی، گروهبان هرمان اچ. هانکن و سرجوخه ویلیام باتن را مخفیانه به کمپ شورشیان در گراند ریور دو نورد برد. هانکن بعد از این به‌طور مشکوکی به درجه ستوان دومی ارتقا یافت.
پرالته از فاصله نزدیک از ناحیه قلب مورد اصابت گلوله قرار گرفت. هانکن و افرادش سپس جسد پرالته را روی قاطری بستند و فرار کردند.
به منظور مایوس ساختن مردم هائیتی و جلوگیری از حمایت آنها از شورشیان، نیروهای آمریکایی از جسد شارلمانی پرالته، که به یک در بسته شده بود، عکس گرفتند و آن را در کشور توزیع کردند. با این وجود این امر تاٍثیر معکوس داشت. عکسی که شباهت به صلیب کشیده شدن داشت، پرالته را یک شهید و به یک نماد مقاومت تبدیل کرد.